# Ricardo Sepúlveda Johnston
Ricardo Sepúlveda Johnston (Temuco, 31 de enero de 1941-San Salvador, 3 de febrero de 2014) fue un jugador y entrenador de fútbol chileno. Se desempeñó como centrodelantero y volante ofensivo. Desarrolló mayormente su carrera en el país centroamericano de El Salvador. 

## Trayectoria
Sus primeros pasos futbolísticos competitivos fueron defendiendo el club de Polígono, equipo que representaba la población en la cual vivía. En el año 1960 llegó a Green Cross, jugando ese primer año en la Cuarta Especial, equipo juvenil. En dicho equipo jugará hasta el año 1963, debutando en Primera División en 1961.
En 1963, su equipo, Green Cross, compitió en la Primera División B siendo campeón al término del torneo. En lo personal se constituyó el máximo goleador, con 26 anotaciones en 26 partidos jugados. 
En 1964 fue contratado por Colo-Colo
En 1965 emigra a El Salvador para jugar en el Alianza FC con el cual fue campeón nacional en las temporadas 1965/66, 1966/1967 de la Liga salvadoreña de fútbol. Además el año 1967 se titula campeón de la Copa de Campeones de la Concacaf.
Entre los recuerdos de la hinchada alba está el penal que en el minuto 89 convirtió Sepúlveda, gol con el cual Alianza derrotó 2 – 1 al Santos de Pelé, el 16 de enero de 1966.
Entre los años 1969 y 1971 se desempeñó en el CD Atlético Marte, época en que conoció a su futura esposa, nació su primer hijo y volvió a ser campeón en las temporadas 1969-1970 y 1970-1971.
Los años 1972 y 1973, jugó en el CD Municipal Limeño, equipo en el cual termina su carrera de futbolista activo. 
Como entrenador dirigió en 1981 al Club Social y Deportivo Suchitepéquez de Guatemala y en 1986-1987, de vuelta en El Salvador,  ganó como técnico un título con el Alianza FC.
Se le recuerda como un jugador fino, elegante, que se movía en el medio terreno sin perder la pelota, por lo cual se ganó el sobrenombre de “Cerebro Albo”.  El director técnico Hernán Carrasco lo califica como un jugador  imparable que hacía goles espectaculares y pases que sorprendían a cualquiera.

## Clubes

### Como jugador
| Club                | País        | Año       |
| ------------------- | ----------- | --------- |
| Green Cross         | Chile       | 1961-1963 |
| Colo-Colo           | Chile       | 1964      |
| Alianza FC          | El Salvador | 1965-1968 |
| CD Atlético Marte   | El Salvador | 1969-1971 |
| CD Municipal Limeño | El Salvador | 1972-1973 |

### Como entrenador
| Club                    | País        | Año  |
| ----------------------- | ----------- | ---- |
| Deportivo Suchitepéquez | Guatemala   | 1981 |
| Alianza FC              | El Salvador | 1986 |

## Palmarés

### Como jugador

#### Torneos nacionales
| Título             | Club              | País        | Año     |
| ------------------ | ----------------- | ----------- | ------- |
| Primera División B | Green Cross       | Chile       | 1963    |
| Primera División   | Alianza FC        | El Salvador | 1965-66 |
| Primera División   | Alianza FC        | El Salvador | 1966-67 |
| Primera División   | CD Atlético Marte | El Salvador | 1969-70 |
| Primera División   | CD Atlético Marte | El Salvador | 1970-71 |

#### Torneos internacionales
| Título                           | Club       | País        | Año  |
| -------------------------------- | ---------- | ----------- | ---- |
| Copa de Campeones de la Concacaf | Alianza FC | El Salvador | 1967 |

### Como entrenador

#### Torneos nacionales
| Título                                 | Club       | País        | Año |
| -------------------------------------- | ---------- | ----------- | --- |
| Primera División de Fútbol Profesional | Alianza FC | El Salvador |     |

### Distinciones individuales
| Distinción                                       | Año  |
| ------------------------------------------------ | ---- |
| Máximo Goleador de la Primera División B chilena | 1963 |